# Serra de la Tosa
La Serra de la Tosa és una serra situada al municipi de Guils de Cerdanya, a la comarca de la Baixa Cerdanya, amb una elevació màxima de 2.337 metres.